# Kunststoffe (Zeitschrift)
 Kunststoffe. Werkstoffe, Verarbeitung, Anwendung ist eine Fachzeitschrift für die deutsche Kunststoffindustrie.
Ihr Inhalt umfasst alle Bereiche der Kunststofftechnik (Erzeugung, Prüfung, Verarbeitung, Anwendung, Maschinen- und Werkzeugbau) sowie aktuelle Branchen- und Wirtschaftsinformationen. Die Zeitschrift erscheint monatlich im Carl Hanser Verlag, München. Kunststoffe ist Organ deutscher Kunststoff-Fachverbände. Unter dem Titel Kunststoffe international erscheint bei Hanser auch eine englischsprachige Ausgabe.
Begründet 1911 von Ernst Richard Escales gab der von ihm kreierte Zeitschriftentitel Kunststoffe im Laufe der Jahre dieser Werkstoffklasse im deutschsprachigen Raum den Namen. In den meisten anderen Sprachen werden Kunststoffe aufgrund ihrer plastischen Eigenschaften als plastics (englisch), plastiques (französisch) oder plásticos (spanisch) bezeichnet.